# Thietgaud de Trèves
Thietgaud (ou Theutgaud, en latin Theotgaudus) fut archevêque de Trèves de 847 à sa déposition en octobre 863 lors d'un concile tenu au Latran par le pape Nicolas Ier. Il mourut le 29 septembre 868 en Sabine.

## Carrière
Son prédécesseur Hetton († 27 mai 847) était son oncle paternel. L'abbé Grimald de Wissembourg, archichapelain du roi Louis le Germanique, était son frère. Il était aussi abbé du monastère de Mettlach (fondé par saint Liutwin, qui fut aussi évêque de Trèves, † 717).
Le 15 septembre 857, une tempête d'une très grande violence produisit des effets dramatiques à Cologne (où trois hommes furent foudroyés dans la cathédrale) et à Trèves (où la cathédrale, pendant une célébration, fut enveloppée de ténèbres, et où on vit un chien d'une taille prodigieuse courir autour de l'autel ou monter sur le trône de l'évêque).
Thietgaud est ensuite connu pour avoir, aux côtés notamment de Gontier de Cologne (l'autre archevêque du royaume de Lothaire II), soutenu la prétention de ce roi de divorcer de sa femme légitime Teutberge pour épouser sa concubine Waldrade. Les deux archevêques présidèrent à l'interrogatoire de la reine, accusée d'inceste avec son frère Hucbert, dans le palais d'Aix-la-Chapelle le 9 janvier 860, puis au concile plus important réuni dans le même palais à la mi-février, où Teutberge dut tout avouer publiquement et supplier le roi de la laisser se retirer dans un couvent pour faire pénitence. Ensuite, dans une autre assemblée tenue dans le même palais le 29 avril 862, Lothaire demanda aux évêques de Lotharingie de déclarer son mariage dissous et de lui permettre d'épouser Waldrade, ce qu'il obtint grâce notamment à Thietgaud qui prit la parole pour témoigner en sa faveur. Cependant, dans toute cette affaire, Thietgaud apparaît à la remorque de Gontier de Cologne, qui était l'archichapelain de Lothaire II (et apparenté à Waldrade selon certaines sources).
À la mi-juin 863, un autre synode sur le même sujet se tint à Metz en présence de deux légats du pape Nicolas Ier, Jean de Cervia et Rodoald de Porto. Ayant semble-t-il circonvenu les légats par des cadeaux, le roi Lothaire obtint de l'assemblée un acte d'approbation de son divorce et de son remariage. Sur la suggestion des légats, les deux archevêques Gontier et Thietgaud furent envoyés à Rome pour remettre l'acte au pape lui-même. Mais celui-ci réunit fin octobre un concile au Latran, où l'acte fut unanimement condamné et annulé, et où les deux archevêques, qui protestaient, furent excommuniés et déposés de l'épiscopat.
Gontier et Thietgaud se rendirent auprès de l'empereur Louis II, frère aîné de Lothaire, et se plaignirent de l'outrage fait par le pape tant à eux-mêmes qu'au roi qui les avait envoyés. Louis II, furieux, les accompagna à Rome à la tête d'une troupe. Des violences furent commises dans la ville, et Gontier et Thietgaud rédigèrent une lettre adressée à leurs collègues de Lotharingie, outrageante pour le pape, qu'ils firent jeter sur le tombeau de saint Pierre. Cependant l'empereur et le pape finirent par s'entendre, et les deux archevêques furent invités à rentrer chez eux sans insister davantage.
Au retour, Gontier de Cologne n'hésita pas à reprendre ses fonctions épiscopales comme si de rien n'était. Quant à Thietgaud, bien moins hardi, il s'en abstint, et sagement, car le roi et les autres évêques du royaume s'empressèrent de se réconcilier avec le pape, lui envoyant des lettres de contrition et de soumission, et Lothaire priva bientôt Gontier de la gestion de l'archevêché de Cologne. Les deux prélats excommuniés retournèrent à Rome à l'occasion d'un nouveau concile convoqué par le pape en novembre 864, espérant être réintégrés, mais ils n'obtinrent rien.
Cependant, ni Gontier à Cologne, ni Thietgaud à Trèves, ne furent formellement remplacés sur leurs sièges, le roi Lothaire espérant toujours apparemment que le jugement porté à Rome sur l'affaire de son divorce pourrait être renversé. Mais le pape Nicolas Ier resta inflexible jusqu'à sa mort (13 novembre 867). Ensuite Thietgaud se rendit à Rome pour obtenir sa grâce du successeur Adrien II. Le jour de l'intronisation de ce dernier (14 décembre), il fut admis à la communion des laïcs dans la basilique Saint-Pierre (alors que Gontier restait excommunié).
Le pape accorda à Thietgaud un logement dans le monastère Saint-Grégoire du Clivus Scauri. Il quitta paraît-il cet endroit effrayé par un songe, et il se rendit en Sabine où il succomba à une fièvre, sans doute le 29 septembre suivant. En 869, après la mort de Lothaire en Italie (7 août), son oncle Charles le Chauve se fit couronner roi de Lotharingie à Metz (9 septembre) ; il imposa comme archevêque de Trèves Bertolf (qui était le neveu de l'évêque Advence de Metz), après six ans de vacance du siège.  